# Franc Jarc
Franc Jarc, slovenski rimskokatoliški duhovnik in zbiratelj, * 3. februar 1845, Ajdovec pri Žužemberk, † 14. oktober 1911, Ljubljana

## Življenjepis
Jarc je študij teologije končal v Ljubljani in bil leta 1870 posvečen. Po posvetitvi je bil kaplan v Dolu, od 1874 v Leskovcu, 1882–1904 pa župnik na Mirni, od koder je šel v pokoj in zadnja leta preživel v Ljubljani. Napisal in sam je založil knjižico: Zbirka rimskih novcev, nabral na Dernovem pri Leskovcu (Katoliška tiskarna, Ljubljana, 1883).